# اریو پرنانن
اریو پرنانن (فنلاندی: Yrjö Pärnänen; ۵ ژانویهٔ ۱۹۳۱ – ۱ نوامبر ۲۰۰۹) بازیکن فوتبال اهل فنلاند بود.
وی همچنین در تیم ملی فوتبال فنلاند بازی کرده‌است.